# モーガン・ウォーレン
モーガン・ウォーレン（Morgan Wallen、本名: Morgan Cole Wallen、1993年5月13日 - ）は、アメリカ合衆国のテネシー州スニードビル出身のカントリー歌手、シンガーソングライターである。

## 経歴
ウォーレンは父親の影響でクラシック・ロックの名曲に触れ、多様な音楽を聞いて育った。10代の頃、ウォーレンはブレイキング・ベンジャミンやニッケルバックなどのバンドや、リル・ウェインなどのラッパーに惹かれていた。
高校の野球チームでは投手兼遊撃手として活躍し、大学で野球をするために進学を臨んでいたが、高校三年生の時に右肘を怪我し野球を続けられなくなったため断念した。高校卒業後は再び音楽に熱中し、カントリー、特にキース・ウィットレイやエリック・チャーチといったアーティストを好んだ。
2014年にアッシャー主催のリアリティ番組、ザ・ヴォイスの第6シーズンに出演した。第2回戦で敗退したが、音楽業界でウォーレンの知名度を高めるきっかけとなった。
2018年4月27日にデビューアルバム『If I Know Me』をリリースする。2018年5月12日付のBillboard 200で72位で初登場し、その後10位に上昇した。また、3枚目のシングル『Whiskey Glasses』はBillboard Hot 100で17位、Hot Country Songsでは1位を記録し、同チャートで初めて1位を獲得した。4枚目のシングル『Chasin' You』はHot 100で16位、Hot Country Songsでは2位を獲得した。
2021年1月8日に2枚目のアルバム『Dangerous: The Double Album』をリリース。初週で約26万枚を売り上げBillboard 200で初登場1位を獲得するヒットとなり、初の1位獲得作品となった。更に7週間にも渡って『Dangerous: The Double Album』はBillboard 200の1位に立ち、『If I Know Me』も10位に上昇した。ベン・シサリオはニューヨーク・タイムズ誌で『Dangerous: The Double Album』を「異例のロングヒット」と述べた。このアルバムは2021年最も売れたアルバムとなり。2枚目のシングル『7 Summers』はHot 100で6位で初登場し初のトップ10を果たし、同チャートで19曲をチャートインさせた。
2022年にはBillboard 200の単独アーティストによるトップ10最長滞在週数を更新した。

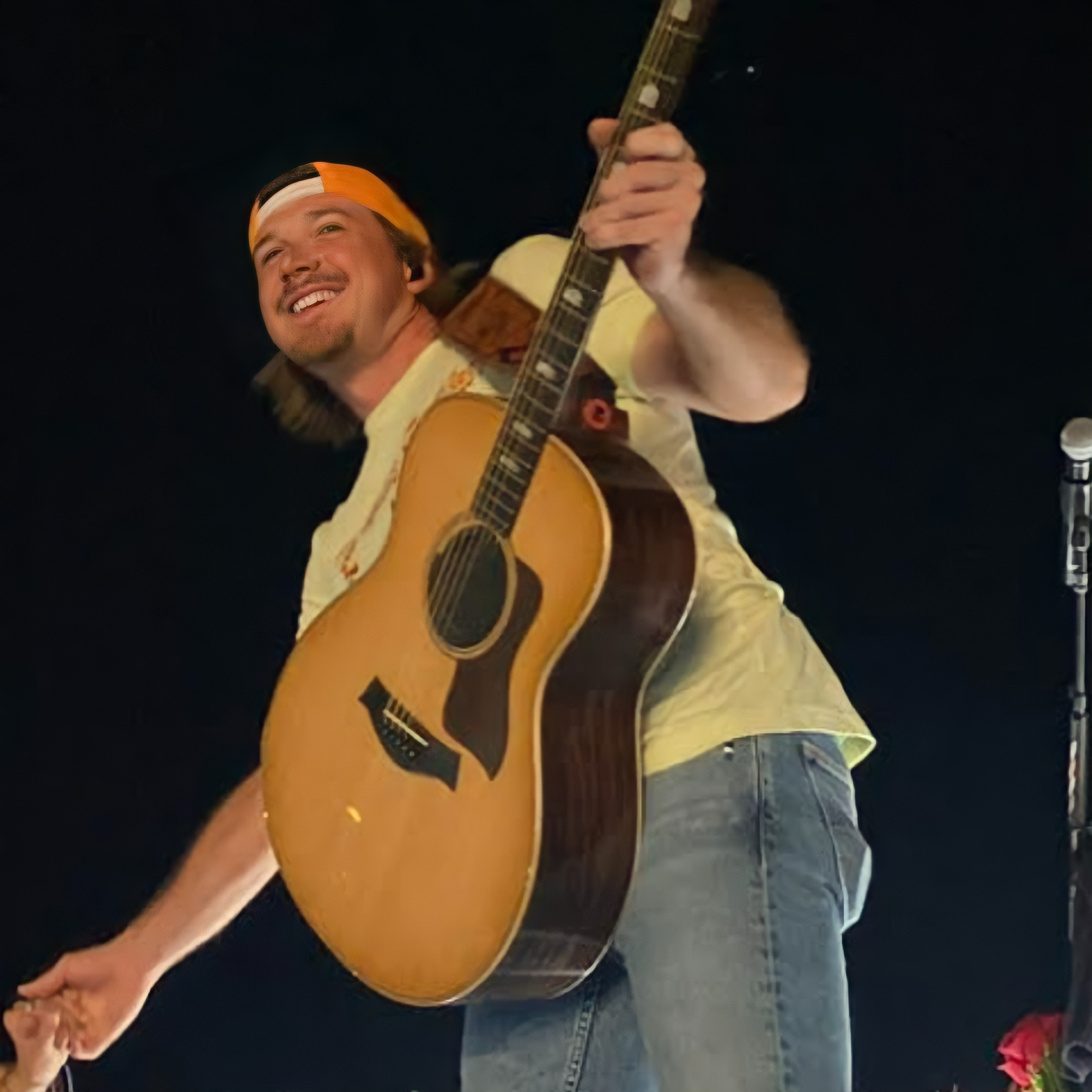
2022年、ソルトレイクシティにて

2021年12月17日にはラッパーのリル・ダークとの初のラップ曲であるシングル『Broadway Girls』をリリースし、Hot 100で14位を獲得した。2022年7月18日にシングル『You Proof』をリリースし、初のトップ5入を果たした。11月7日には『Thought You Should Know』がリリースされ、両曲ともHot Country Songsで1位を獲得した。12月に3曲を収録したEP『One Thing at a Time』をリリース。
2023年3月3日に『You Proof』と『Thought You Should Know』を収録したEPと同名のアルバム『One Thing at a Time』をリリースし、Billboard 200で約50万枚を売り上げ初登場1位を獲得し、その後16週間1位を獲得し、バッド・バニーの『あなたのいない夏』を超えてこの10年間で最も長く1位を獲得したアルバムとなった。Hot 100では収録されていた36曲すべてがチャートインし、2018年にドレイクが樹立した一度にチャートに登場した最多楽曲数と、最多デビュー記録を更新した。さらにトップ10のうち5曲を占め、3枚目のシングル『Last Night』は男性のソロのカントリー曲としてはエディー・ラビットの『I Love a Rainy Night』以来42年ぶりに1位を獲得、16週間にわたり1位を維持しソロ曲としては最長の1位獲得曲となった。
2024年1月25日にEP『Stand Alone』の再録音版をリリース。同時にデビューシングル『Spin You Around』の再録音版である『Spin You Around (1/24)』をプロモーショナルシングルとしてリリースした。

## 不祥事
2020年5月、ビッグ・アス・ホンキー・トンク・ロックンロール・ステーキハウスの店内でガラスを割るなどした行為で店から追い出された後、路上で口論となり、治安紊乱などの罪で逮捕された。
同年10月には新型コロナウイルス感染症の世界的流行によって世界中が隔離生活を強いられている中、アラバマ州で行われたカレッジフットボールの試合の後、不特定多数の女性とキスしていたことが問題視され、『サタデー・ナイト・ライブ』への初出演を取り消された。
2021年2月2日、TMZがウォーレンがNワードやその他の卑語を使用している映像を公開した。ウォーレンはすぐに声明を出し謝罪するも、いくつかのラジオ局はウォーレンの曲を削除し、Apple MusicやPandora、Spotify等のプレイリストからも削除された。またウォーレンが所属していたBig Loudとリパブリック・レコードはウォーレンとの契約を無期限に停止し、更にアカデミー・オブ・カントリーミュージックはウォーレンと『Dangerous: The Double Album』が第56回アカデミー・オブ・カントリーミュージック賞の対象外になると発表した。だが騒動の翌週にはアルバムの売上が急増し、セールスが102%増加した。
2024年4月7日、テネシー州ナッシュビルにあるエリック・チャーチの6階建てバーの屋上から椅子を投げた疑いで逮捕され、椅子は地上にいた警察官2人の3フィート先に落ちた。翌日には保釈金15,250ドルを払い釈放された。

## 私生活
ウォーレンは元交際相手のKT Smithとの間に2020年7月に生まれた長男がいる。

## ディスコグラフィ
- If I Know Me (2018年)
- Dangerous: The Double Album (2021年)
- One Thing at a Time (2023年)

## 受賞歴
| 年   | 団体                                       | カテゴリー                                     | 対象                                            | 結果       | 脚注   |
| ---- | ------------------------------------------ | ---------------------------------------------- | ----------------------------------------------- | ---------- | ------ |
| 2019 | CMTミュージック・アワード                  | Breakthrough Video of the Year                 | ウィスキー・グラス                              | ノミネート | [ 33 ] |
| 2019 | カントリーミュージック協会賞               | 新人賞                                         | ウォーレン                                      | ノミネート | [ 34 ] |
| 2020 | アカデミー・オブ・カントリーミュージック賞 | 年間新人男性アーティスト賞                     | ウォーレン                                      | ノミネート | [ 35 ] |
| 2020 | カントリーミュージック協会賞               | 新人賞                                         | ウォーレン                                      | 受賞       |        |
| 2020 | iHeartRadioミュージック・アワード          | 年間カントリーソング                           | ウィスキー・グラス                              | ノミネート |        |
| 2020 | iHeartRadioミュージック・アワード          | 最優秀新人カントリーアーティスト               | ウォーレン                                      | 受賞       |        |
| 2020 | ビルボード・ミュージック・アワード         | トップカントリーソング                         | ウィスキー・グラス                              | ノミネート |        |
| 2020 | ビルボード・ミュージック・アワード         | トップカントリーアルバム                       | イフ・アイ・ノ・ミー                            | ノミネート |        |
| 2020 | CMTミュージック・アワード                  | 年間男性ビデオ賞                               | Chasin You' (Dream Video)                       | ノミネート |        |
| 2020 | アメリカン・ミュージック・アワード         | Favorite Male Artist-Country                   | ウォーレン                                      | ノミネート |        |
| 2020 | アメリカン・ミュージック・アワード         | Favorite Album-Country                         | イフ・アイ・ノ・ミー                            | ノミネート |        |
| 2021 | ビルボード・ミュージック・アワード         | 最多セールスアーティスト                       | ウォーレン                                      | ノミネート | [ 36 ] |
| 2021 | ビルボード・ミュージック・アワード         | トップ・カントリー・アーティスト賞             | ウォーレン                                      | 受賞       | [ 36 ] |
| 2021 | ビルボード・ミュージック・アワード         | トップ・男性カントリー・アーティスト賞         | ウォーレン                                      | 受賞       | [ 36 ] |
| 2021 | ビルボード・ミュージック・アワード         | トップカントリーアルバム賞                     | ウォーレン、 デンジャラス：ザ・ダブル・アルバム | 受賞       | [ 36 ] |
| 2021 | ビルボード・ミュージック・アワード         | トップカントリーソング賞                       | ウォーレン、 チェイシン・ユー                   | ノミネート | [ 36 ] |
| 2021 | カントリーミュージック協会賞               | アルバム賞                                     | デンジャラス：ザ・ダブル・アルバム              | ノミネート | [ 37 ] |
| 2021 | アメリカン・ミュージック・アワード         | Favorite Male Artist-Country                   | ウォーレン                                      | ノミネート | [ 38 ] |
| 2021 | アメリカン・ミュージック・アワード         | Favorite Album-Country                         | デンジャラス：ザ・ダブル・アルバム              | ノミネート | [ 38 ] |
| 2021 | カントリー・ナウ・アワード                 | Favorite Male Artist                           | ウォーレン                                      | 受賞       | [ 39 ] |
| 2021 | カントリー・ナウ・アワード                 | Favorite Album                                 | デンジャラス：ザ・ダブル・アルバム              | 受賞       | [ 39 ] |
| 2022 | アカデミー・オブ・カントリーミュージック賞 | アルバム賞                                     | デンジャラス：ザ・ダブル・アルバム              | 受賞       | [ 40 ] |
| 2022 | カントリーミュージック協会賞               | エンターテイナー賞                             | ウォーレン                                      | ノミネート |        |
| 2022 | カントリーミュージック協会賞               | 男性ボーカリスト賞                             | ウォーレン                                      | ノミネート |        |
| 2022 | アメリカン・ミュージック・アワード         | Favorite Male Country Artist                   | ウォーレン                                      | 受賞       |        |
| 2022 | アメリカン・ミュージック・アワード         | Favorite Country Song                          | ウェイステッド・オン・ユー                      | 受賞       |        |
| 2023 | ARIAミュージック・アワード                 | 最優秀国際アーティスト賞                       | ウォーレン                                      | ノミネート | [ 41 ] |
| 2023 | カントリーミュージック協会賞               | エンターテイナー賞                             | ウォーレン                                      | ノミネート |        |
| 2023 | カントリーミュージック協会賞               | 男性ボーカリスト賞                             | ウォーレン                                      | ノミネート |        |
| 2023 | カントリーミュージック協会賞               | アルバム賞                                     | ワン・シング・アット・ア・タイム                | ノミネート |        |
| 2023 | ビルボード・ミュージック・アワード         | トップアーティスト賞                           | ウォーレン                                      | ノミネート | [ 42 ] |
| 2023 | ビルボード・ミュージック・アワード         | トップ・Billboard 200・アーティスト賞          | ウォーレン                                      | ノミネート | [ 42 ] |
| 2023 | ビルボード・ミュージック・アワード         | トップ・ラジオ・ソング・アーティスト賞         | ウォーレン                                      | ノミネート | [ 42 ] |
| 2023 | ビルボード・ミュージック・アワード         | トップ・ソング・セールス・アーティスト賞       | ウォーレン                                      | ノミネート | [ 42 ] |
| 2023 | ビルボード・ミュージック・アワード         | トップ・Billboard Global 200・アーティスト賞   | ウォーレン                                      | ノミネート | [ 42 ] |
| 2023 | ビルボード・ミュージック・アワード         | トップ・ストリーミング・ソング・アーティスト賞 | ウォーレン                                      | 受賞       | [ 42 ] |
| 2023 | ビルボード・ミュージック・アワード         | トップ・カントリー・アーティスト賞             | ウォーレン                                      | 受賞       | [ 42 ] |
| 2023 | ビルボード・ミュージック・アワード         | トップ・カントリー・男性アーティスト賞         | ウォーレン                                      | 受賞       | [ 42 ] |
| 2023 | ビルボード・ミュージック・アワード         | トップ男性アーティスト賞                       | ウォーレン                                      | 受賞       | [ 42 ] |
| 2023 | ビルボード・ミュージック・アワード         | トップ・Hot 100・アーティスト賞                | ウォーレン                                      | 受賞       | [ 42 ] |
| 2023 | ビルボード・ミュージック・アワード         | トップ・カントリー・ツアー・アーティスト賞     | ウォーレン                                      | 受賞       | [ 42 ] |
| 2023 | ビルボード・ミュージック・アワード         | トップ・カントリー・アルバム賞                 | ワン・シング・アット・ア・タイム                | 受賞       | [ 42 ] |
| 2023 | ビルボード・ミュージック・アワード         | トップ・Billboard 200・アルバム賞              | ワン・シング・アット・ア・タイム                | 受賞       | [ 42 ] |
| 2023 | ビルボード・ミュージック・アワード         | トップ・ストリーミング・ソング賞               | ラスト・ナイト                                  | 受賞       | [ 42 ] |
| 2023 | ビルボード・ミュージック・アワード         | トップ・カントリー・ソング賞                   | ラスト・ナイト                                  | 受賞       | [ 42 ] |
| 2023 | ビルボード・ミュージック・アワード         | トップ・Hot 100・ソング賞                      | ラスト・ナイト                                  | 受賞       | [ 42 ] |